# Julija Sakirowna Karimowa
Julija Sakirowna Karimowa (russisch Юлия Закировна Каримова; * 22. April 1994 in Ischewsk) ist eine russische Sportschützin.

## Erfolge
Julija Karimowa tritt bei internationalen Wettkämpfen im Luft- und Kleinkaliberschießen an. Bei Europameisterschaften gelangen ihr zahlreiche Medaillengewinne, darunter die ersten im Jahr 2015 in Maribor, als sie im Liegendschießen mit dem Kleinkaliber sowohl im Einzel als auch mit der Mannschaft Dritte wurde. 2017 folgte am selben Ort mit der Mannschaft im Luftgewehrschießen der erste Titelgewinn, den sie 2019 in Osijek und 2020 in Breslau wiederholte. Darüber hinaus wurde sie 2020 auch Europameisterin im Mixedwettbewerb mit dem Luftgewehr. 2021 gewann sie mit der Luftgewehrmannschaft den vierten EM-Titel in Folge und war auch mit der Mannschaft im Kleinkaliber-Dreistellungskampf siegreich. Das Mixed mit dem Luftgewehr schloss sie auf Rang drei ab. Bereits 2018 wurde Karimowa außerdem auch Weltmeisterin. In Changwon gewann sie den Einzelwettbewerb im Dreistellungskampf mit dem Kleinkalibergewehr und sicherte sich mit der Mannschaft außerdem Bronze. Eine weitere Goldmedaille – diesmal wieder im Mixed mit dem Luftwehr – gewann Karimowa bei den Europaspielen 2019 in Minsk an der Seite von Sergei Kamenski.
Bei den 2021 ausgetragenen Olympischen Spielen 2020 in Tokio trat Karimowa in drei Wettbewerben an. Mit dem Kleinkaliber erzielte sie 1177 Punkte in der Qualifikation und zog als Vierte ins Finale der besten acht ein. Nach 44 Schüssen schied sie dort mit 450,3 Punkten als drittletzte im Wettkampf verbliebene Schützin aus und gewann somit hinter Nina Christen aus der Schweiz und ihrer Landsfrau Julija Sykowa die Bronzemedaille. Weniger erfolgreich verlief die Einzelkonkurrenz mit dem Luftgewehr, in der Karimowa mit 627,1 Punkten den 13. Platz belegte und damit das Finale verpasste. Im Mixed mit dem Luftgewehr trat sie wie schon bei den Europaspielen zwei Jahre zuvor mit Sergei Kamenski an. Mit 628,9 Punkten zogen sie als Sechste in die zweite Qualifikationsrunde ein, in der sie sich mit 417,1 Punkten für das Duell um den dritten Platz qualifizierten. In diesem setzten sich Karimowa und Kamenski gegen die beiden Südkoreaner Kwon Eun-ji und Nam Tae-yun mit 17:9 deutlich durch und gewannen die Bronzemedaille.